# Bavarski geograf
Bavarski geograf  (latinsko Geographus Bavarus) je dogovorjeno ime anonimnega avtorja kratkega srednjeveškega latinskega besedila z naslovom Descriptio civitatum et regionum ad septentrionalem plagam Danubii  (slovensko Opis mest in pokrajin severno od Donave), ki vsebuje seznam plemen v osrednji srednji Evropi. 
Ime Bavarski geograf  v francoski obliki Géographe de Bavière mu je  prvi podelil poljski grof in učenjak Jan Potocki leta 1796. Izraz se zdaj včasih ne nanaša samo za avtorja, ampak tudi za dokument kot tak. Bavarski geograf  je bil prvi latinski vir, ki je trdil, da vsi Slovani izvirajo iz iste domovine, imenovane Zeriuani.

## Izvor
Kratek dokument, napisan v latinščini, je leta 1772 v Bavarski državni knjižnici v Münchnu odkril veleposlanik Ludvika XV. na saškem dvoru, grof Louis-Gabriel Du Buat-Nançay. Dokument so pridobili Wittelsbachi z zbirko starinarja Hermanna Schädela (1410–2485) leta 1571. Dokument je bil veliko obravnavan v zgodovinopisju zgodnjega 19. stoletja, zlasti Nikolaja Karamzina in Joachima Lelewela.
Izvor dokumenta je sporen,  čeprav so zgodnji komentatorji predlagali, da bi lahko bil sestavljen v Regensburgu. Zdi se, da je bil dokument vzet iz Codex Reginbertinus II, napisanega v 9. stoletju v knjižnici opatije Reichenau in poimenovanega po lokalnem knjižničarju. Na podlagi teh ugotovitev ga Bernhard Bischoff pripisuje menihu, ki je deloval v Reichenauu od 830. do 850. let. Aleksandru Nazarenku se zdi bolj verjetno, da je bil seznam sestavljen v 870. letih, ko naj bi v Reichenauu prebival sveti Metod. Listina je morda povezana z njegovimi misijoni v slovanskih deželah. Henryk Łowmiański je dokazal, da je seznam sestavljen iz dveh delov, ki ju je mogoče datirati v različna obdobja in pripisati različnim avtorjem.
Nekateri sodobni učenjaki menijo, da so informacije iz tega dokumenta omejene, ker so večinoma geografske narave, avtorjevo razumevanje geografije vzhodne Evrope pa omejeno, tako da gre morda za kozmografijo.

## Vsebina
Dokument vsebuje kratek uvod in seznam 58 imen plemen v srednji in vzhodni Evropi vzhodno od Labe in severno od Donave do reke Volge ter Črnega morja in Kaspijskega jezera. Večina plemen je slovanskih, omenjena pa so tudi druga, med njimi  Ruzzi (Kijevska Rusija), Vulgarii (Bolgari) in drugi. Na seznamu ni Poljanov, Pomorjanov in Mazovcev, za katera se domneva, da so se prvi naselili ob obalah reke Varte v 8. stoletju, pa tudi Dulebov, Volinjcev in Belih Hrvatov. Namesto njih je omenjenih več drugih neznanih plemen. V dokumentu je tudi nekaj podatkov o številu naselij/utrdb (latinsko civitates) nekaterih plemen. Število se v več primerih zdi pretirano.
Seznam je sestavljen iz dveh delov, prvi opisuje plemena v vzhodni soseščini frankovske države  (iste sunt regiones ... nostris, slovensko to so naše pokrajine), drugi pa plemena v različnih smereh blizu ali zunaj prvega območja. Plemena se lahko geografsko združijo v podonavska, šlezijsko-lužiška, baltska in vzhodnovislansko-kaspijska.

### Seznam plemen in mest po analizi Henryka Łowmiańskega
- Prvi del: Opis mest in pokrajin severno od Donave

(1)  To so tisti, ki prebivajo bliže Podonavcev in se imenujejo Nortabtrezi (Obodriti); tam je v štirih regijah 53 civitates.

(2) Uuilci (Veleti); v njihovi regiji je 95 civitates.

(3) Linaa (Glinjani) so ljudstvo, ki ima 7 civitates.

(4-6) Blizu njih prebivajo ljudstva, ki se imenujejo Bethenici (Bitinci), Smeldingoni in Morizani (Moričani) in imajo 11 civitates.

(7) Poleg njih so tisti, ki se imenujejo Hehfeldi (Heveli), ki imajo 8 civitates.
 
(8) Poleg njih je regija, imenovana Surbi (Srbi), v kateri je veliko takih, ki imajo 50 civitates.

(9) Poleg njih so tisti, ki se imenujejo Talaminzi (Deleminci), ki imajo 13 civitates.

(10) Beheimare (Čehi), ki imajo 15 civitates. 
(11) Marharii (Moravci) imajo 40 civitates.

(12) Uulgarii (Bolgari); njihovo ozemlje je ogromno  in ima veliko prebivalcev in 5 civitates, ni pa nujno, da imajo svojo državo.

(13) Obstaja ljudstvo, imenovano Merehanos, ki ima 30 civitates. 
To so regije, ki se končajo ob naših mejah.
Drugi del: Tisti, ki živijo blizu naših meja

(14) Osterabtrezi (Obodriti), ki imajo več kot 100 civitates.

(15) Miloxi (Milkovci), ki imajo 67 civitates. 

(16) Fesnuzi imajo 70 civitates. 

(17) Tadesi imajo več kot 200 civitates.

(18) Glopeani (Goplani), kjer je 400 civitates ali več.

(19) Zuireani imajo 330 civitates. 

(20) Busani (Bužani) imajo 21 mest.

(21) Sittici imajo ogromno ozemlje in ogromno civitates.

(22) Stadici, kjer je 126 civitatesin neskončno število ljudi. 

(23) Sebbirozi imajo 90 civitates.

(24) Unlizi (Uliči) so številno ljudstvo  s 418 civitates. 

(25) Neriuani imajo 78 civitates. 

(26) Attorozi so bojevito ljudstvo in imajo 148 civitates. 

(27) Eptaradici (zveza sedmih slovanskih plemen) imajo 263 civitates.

(28) Uuilerozi imajo 180 civitates. 

(29) Zabrozi imajo 210 civitates.  

(30) Znetalici imajo 74 civitates. 
  
(31) Aturezani imajo 104 civitates. 

(32) Chozirozi imajo 250 civitates. 

(33) Lendizi (Lendzjani) imajo 98 civitates.

(34) Tafnezi  imajo 257 civitates.
    
(35) Zeriuani (Zverjani), ki so tolikšno kraljestvo, da so iz njega izšli vsi potomci Slovanov, kot sami pravijo. 

(36) Prissani (Prižičani), 70 civitates. 

(37) Uelunzani (Volinjci), 70 civitates.
 
(38) Bruzi (Prusi) na obeh straneh Enise do Rena. 

(39) Uuizunbeiri.

(40) Caziri (Hazari), 100 civitates.
 
(41) Ruzzi (Kijevska Rusija).

(42) Forsderen (Derevljani).

(43) Liudi.

(44) Fresiti (Berziti).

(45) Serauici.

(46) Lucolane.

(47) Ungare (Madžari).

(48) Uuislane (Vislani).

(49) Sleenzane (Šlezijci), 15 civitates.

(50) Lunsizi (Lužiški Srbi), 30 civitates.

(51) Dadosesani (Dedošani), 20 civitates.v
(52) Milzane (Milčani), 30 civitates.

(53) Besunzane (Bežunčani), 2 civitates.

(54) Uerizane (Veričani) 10 civitates.

(55) Fraganeo, 40 civitates.

(56) Lupiglaa (Lupigljani), 30 civitates.

(57) Opolini (Opoljani), 20 civitates.

(58) Golensizi (Golenšiči), 5 civitates.